# Podochytrium ellerbeckense
Podochytrium ellerbeckense är en svampart som beskrevs av Willoughby 1963. Podochytrium ellerbeckense ingår i släktet Podochytrium och familjen Chytridiaceae.   Inga underarter finns listade i Catalogue of Life.